# باول جيلبرتسون
باول جيلبرتسون (بالإنجليزية: Paul Gilbertson)‏ هو عازف قيثارة بريطاني، ولد في 29 مارس 1962.

## وصلات خارجية
- باول جيلبرتسون على موقع ميوزك برينز (الإنجليزية)
- باول جيلبرتسون على موقع ديسكوغز (الإنجليزية)